# Поль Лірола
Поль Лірола (ісп. Pol Lirola, нар. 13 серпня 1997, Мульєт-дал-Бальєс) — іспанський каталонський футболіст, захисник клубу «Олімпік» (Марсель).

## Клубна кар'єра
Народився 13 серпня 1997 року в місті Мульєт-дал-Бальєс. Вихованець юнацької команди «Еспаньйола» і 2014 року зіграв за дубль команди у Сегунді Б. В січні 2015 року був узятий «Ювентусом» в оренду, виступав у молодіжній команді. Влітку 2015 року підписав зі «старою синьйорою» повноцінний контракт, втім за першу команду так ніколи і не дебютував.
28 липня 2016 року був відданий у дворічну оренду в італійський клуб «Сассуоло». 25 серпня 2016 року дебютував у професійному футболі в поєдинку Ліги Європи проти «Црвени Звезди», вийшовши у стартовому складі й провівши на полі весь матч. 18 вересня 2016 року дебютував у Серії А в поєдинку проти «Дженоа». 31 січня 2018 року «Сассуоло» викупило Ліролу за 7 мільйонів євро.
1 серпня 2019 року перейшов до клубу «Фіорентина» на умовах оренди із зобов'язанням подальшого викупу контракту за 12 мільйонів євро. 
Провів у цій команді півтора сезони, після чого на правах оренди з правом викупу у січні 2021 року перейшов до французького «Олімпіка» (Марсель). Непогано себе зарекомендував у новому клубі і вже за півроку марсельці скористалися правом викупу його контракту. Протягом сезону 2021/22 був серед гравців основного складу команди, проте вже влітку 2022 року погодив річну оренду гравця до іспанського «Ельче».
Іспанський клуб не скористався опцією викупу прав на гравця і в серпні 2023 року той, знову на правах оренди, перейшов до італійського «Фрозіноне».

## Виступи за збірні
2013 року дебютував у складі юнацької збірної Іспанії, взяв участь у 1 грі на юнацькому рівні.
З 2017 року залучався до матчів молодіжної збірної Іспанії, у її складі поїхав на молодіжний чемпіонат Європи 2019 року в Італії.
28 грудня 2016 року Лірола дебютував у невизнаній УЄФА та ФІФА збірній Каталонії в матчі проти Тунісу (3:3, 2:4 пен.).

## Статистика виступів

### Статистика клубних виступів
Станом на 17 червня 2023 року
| Сезон                  | Команда                | Чемпіонат              | Чемпіонат | Чемпіонат | Національний кубок | Національний кубок | Національний кубок | Континентальні кубки | Континентальні кубки | Континентальні кубки | Інші змагання | Інші змагання | Інші змагання | Усього | Усього | Усього |
| Сезон                  | Команда                | Ліга                   | Ігор      | Голів     | Ліга               | Ігор               | Голів              | Ліга                 | Ігор                 | Голів                | Ліга          | Ігор          | Голів         | Ігор   | Голів  |        |
| ---------------------- | ---------------------- | ---------------------- | --------- | --------- | ------------------ | ------------------ | ------------------ | -------------------- | -------------------- | -------------------- | ------------- | ------------- | ------------- | ------ | ------ | ------ |
| 2016–17                | «Сассуоло»             | A                      | 22        | 0         | КІ                 | 0                  | 0                  | ЛЄ                   | 7                    | 1                    | -             | -             | -             | 29     | 1      |        |
| 2017–18                | «Сассуоло»             | A                      | 24        | 0         | КІ                 | 2                  | 0                  | -                    | -                    | -                    | -             | -             | -             | 26     | 0      |        |
| 2018–19                | «Сассуоло»             | A                      | 35        | 2         | КІ                 | 3                  | 0                  | -                    | -                    | -                    | -             | -             | -             | 38     | 2      |        |
| Усього за «Сассуоло»   | Усього за «Сассуоло»   | Усього за «Сассуоло»   | 81        | 2         |                    | 5                  | 0                  |                      | 7                    | 1                    |               | -             | -             | 93     | 3      |        |
| 2019–20                | «Фіорентина»           | A                      | 35        | 0         | КІ                 | 4                  | 1                  | -                    | -                    | -                    | -             | -             | -             | 39     | 1      |        |
| 2020-січ. 2021         | «Фіорентина»           | A                      | 12        | 0         | КІ                 | 1                  | 0                  | -                    | -                    | -                    | -             | -             | -             | 13     | 0      |        |
| Усього за «Фіорентину» | Усього за «Фіорентину» | Усього за «Фіорентину» | 47        | 0         |                    | 5                  | 1                  |                      | -                    | -                    |               | -             | -             | 52     | 1      |        |
| січ.-черв. 2021        | «Олімпік» (Марсель)    | Л1                     | 19        | 2         | КФ                 | 2                  | 0                  | ЛЧ                   | -                    | -                    | СФ            | 1             | 0             | 22     | 2      |        |
| 2021–22                | «Олімпік» (Марсель)    | Л1                     | 34        | 1         | КФ                 | 4                  | 0                  | ЛЄ+ЛК                | 6+7                  | 0                    | -             | -             | -             | 51     | 1      |        |
| Усього за «Олімпік»    | Усього за «Олімпік»    | Усього за «Олімпік»    | 53        | 3         |                    | 6                  | 0                  |                      | 13                   | 0                    |               | 1             | 0             | 73     | 3      |        |
| 2022–23                | «Ельче»                | ПД                     | 12        | 1         | КІ                 | 1                  | 0                  | -                    | -                    | -                    | -             | -             | -             | 13     | 1      |        |
| 2023–24                | «Фрозіноне»            | A                      | 0         | 0         | КІ                 | 0                  | 0                  |                      | -                    | -                    |               | -             | -             | 0      | 0      |        |
| Усього за кар'єру      | Усього за кар'єру      | Усього за кар'єру      | 159       | 5         |                    | 17                 | 1                  |                      | 29                   | 1                    |               | 1             | 0             | 206    | 7      |        |